# Кар'єрне (селище)
Кар'єрне — селище в Україні, у Великоолександрівській селищній громаді Бериславського району Херсонської області.

### Мова
Розподіл населення за рідною мовою за даними перепису 2001 року:
| Мова            | Кількість | Відсоток |
| --------------- | --------- | -------- |
| українська      | 461       | 93.70%   |
| російська       | 27        | 5.49%    |
| білоруська      | 1         | 0.20%    |
| інші/не вказали | 3         | 0.61%    |
| Усього          | 492       | 100%     |

## Історія
12 червня 2020 року, відповідно до Розпорядження Кабінету Міністрів України від № 726-р «Про визначення адміністративних центрів та затвердження територій територіальних громад Херсонської області», увійшло до складу Великоолександрівської селищної громади.
19 липня 2020 року, в результаті адміністративно-територіальної реформи та ліквідації  Великоолександрівського району увійшло до складу Бериславського району.
Село тимчасово окуповане російськими військами 24 лютого 2022 року в ході повномасштабного російського вторгнення в Україну. Визволене з-під окупації 14 червня 2022 року.